# Голоке
Го́локе (угор. Hollókő) — село в північній Угорщині, у медьє Ноґрад. Село відоме як етнографічний музей просто неба. Населення — 465 осіб. Його мешканці належать до народності палоц, що має половецьке коріння. У 1987 році включене до списку світової культурної спадщини ЮНЕСКО. Назва села перекладається як «Воронячий камінь».
Голоке розташоване за 90 км на північ від Будапешта і за 80 км на північний захід від Егера. Село лежить в долині посеред невисоких гір Черхат.
Село виросло у ХІІІ столітті навколо кам'яної фортеці. Уперше фортеця згадуються 1310 року як Castrum Hollokew.
Голоке перетворено на етнографічний музей, але на відміну від інших подібних музеїв тут не зупиняється звичайне повседенне життя. Мешканці села зберегли самобутню культуру. Велика частина будівель села - глинобитні будинки з різними дерев'яними верандами. На єдину вулицю села виходять 67 будинків - пам'яток. Тут процвітають народні промисли - традиційна вишивка, гончарна справа, різьба по дереву, писанкарство.

## Туристичні об'єкти
- Дерев'яна церква - збудована в XVI столітті, перебудована в 1889 році.
- Музей села - етнографічний музей. Експозиція присвячена побуту місцевих мешканців XVIII - XIX століть.
- Поштовий музей.
- Музей ляльок.
- Фортеця - знаходиться на пагорбі над селом.

## Галерея

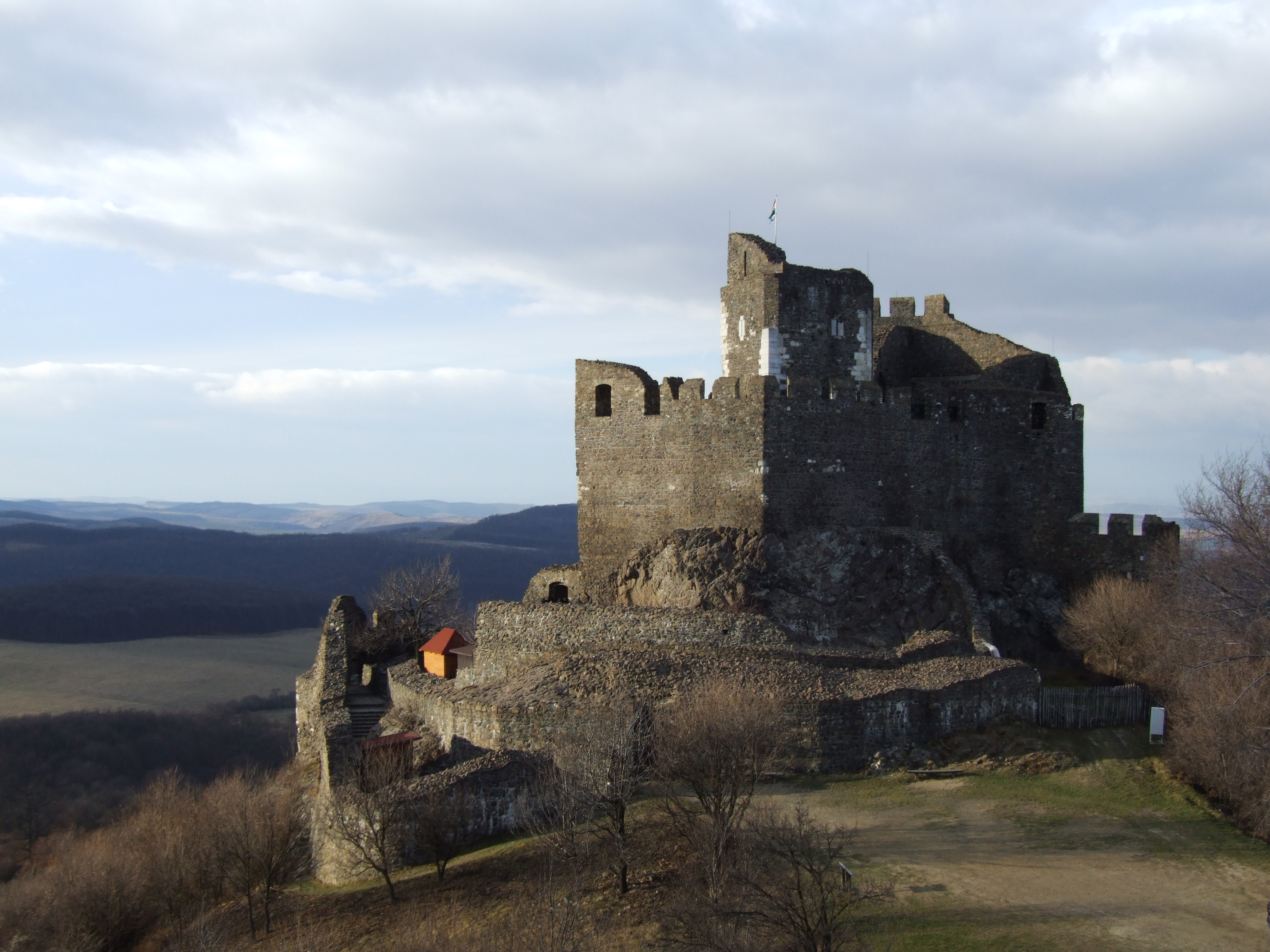
Фортеця
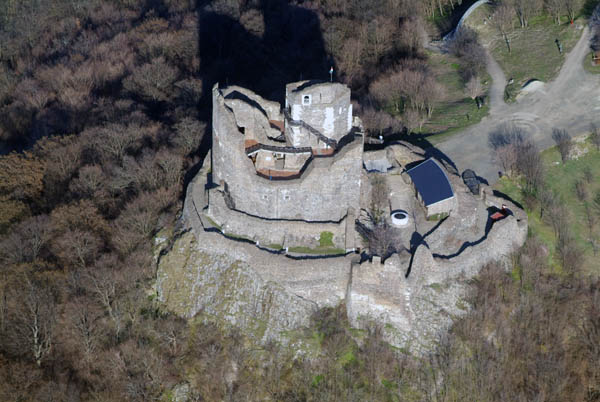
Фортеця. Аерозйомка
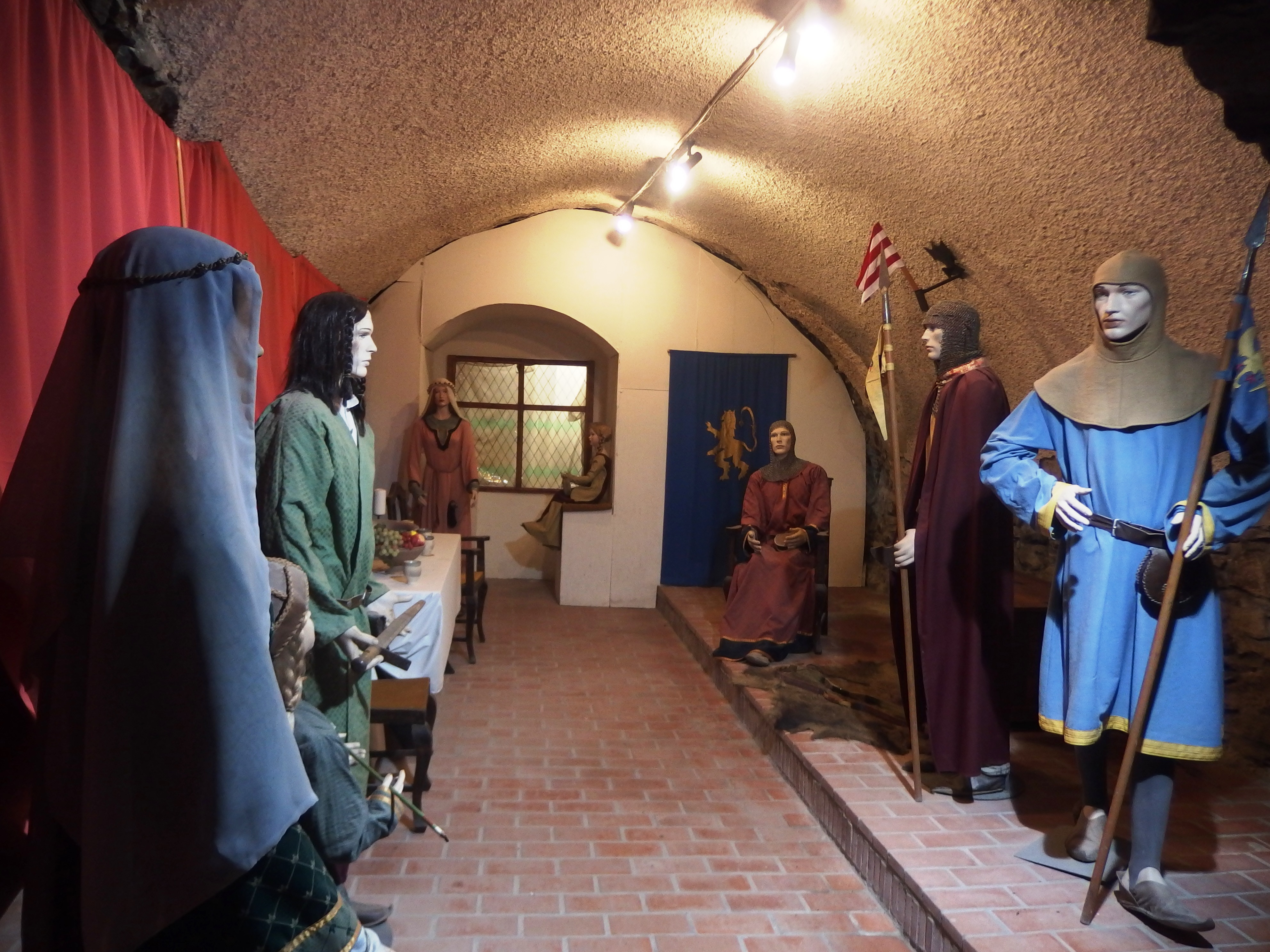
Всередині замку
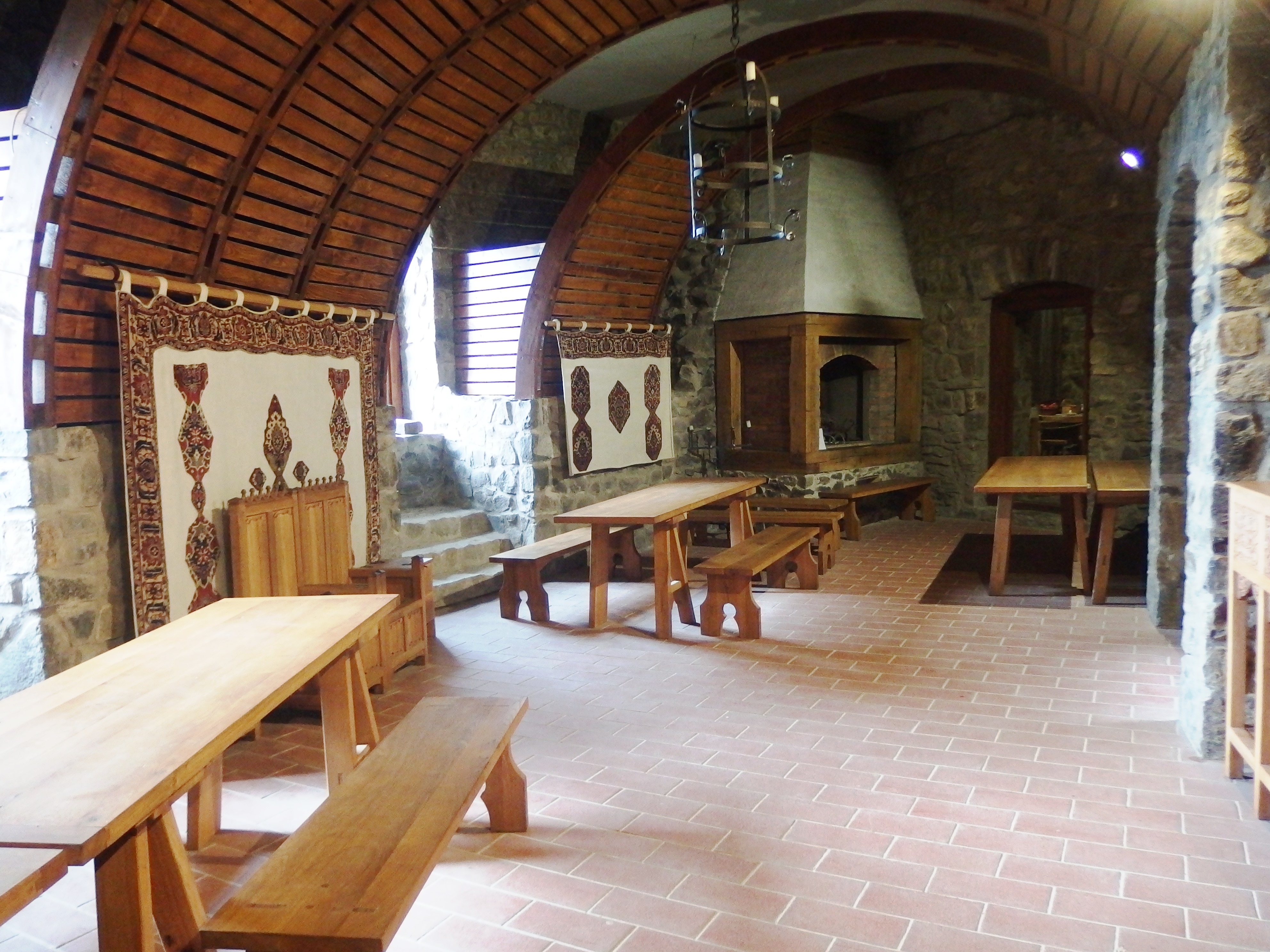
Столи всередині замку
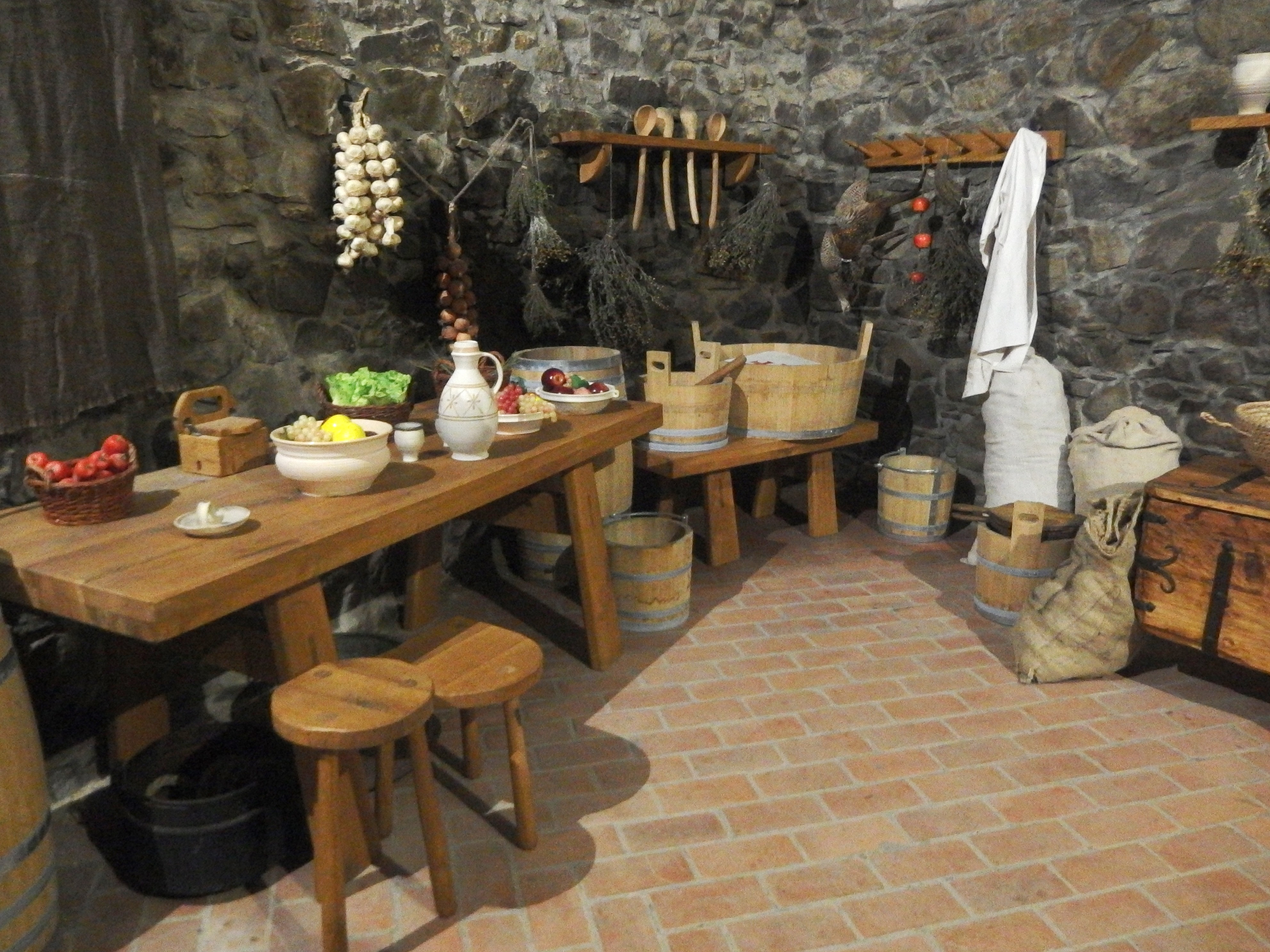
Столи всередині замку
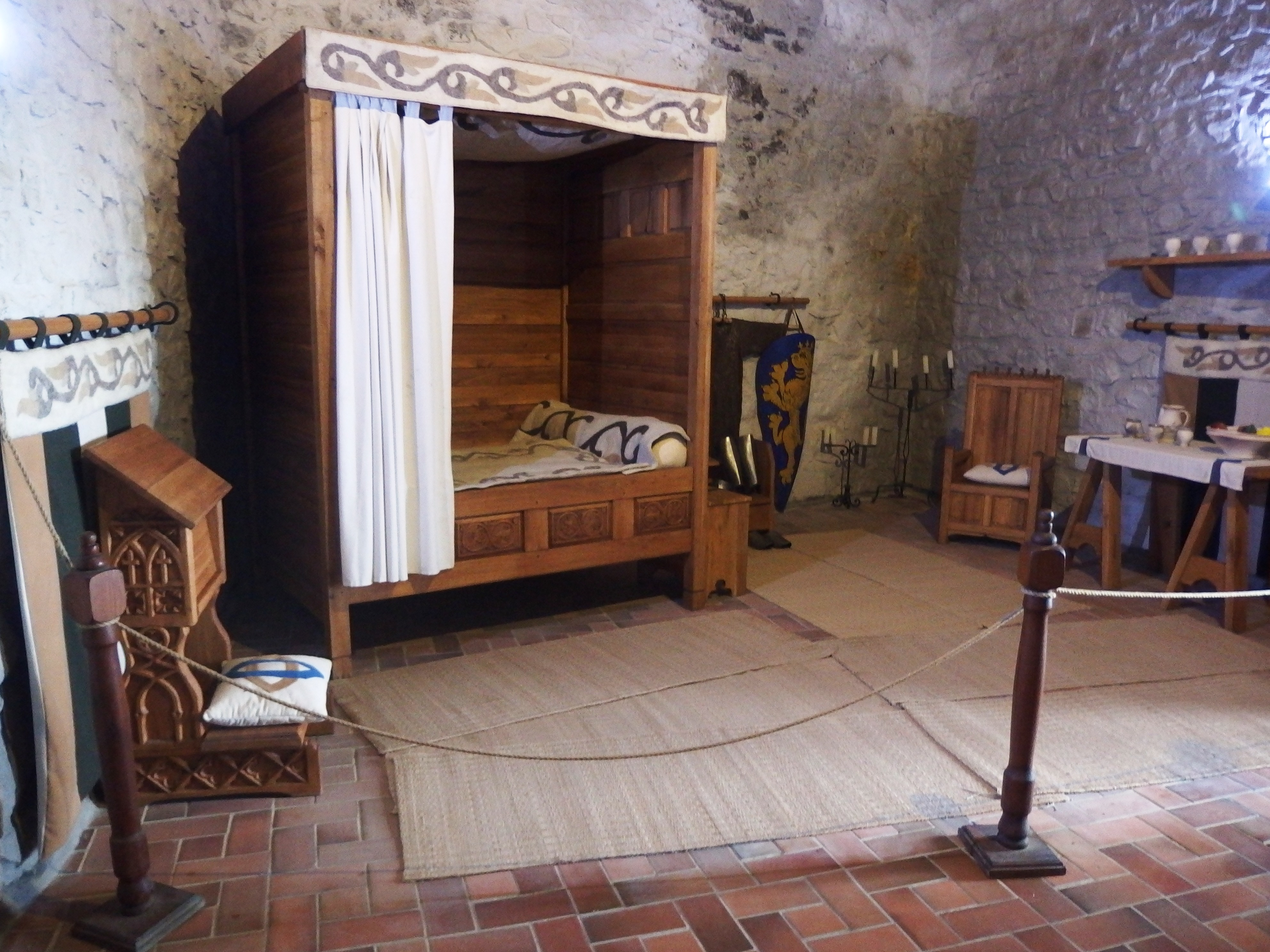
Спальня всередині замку
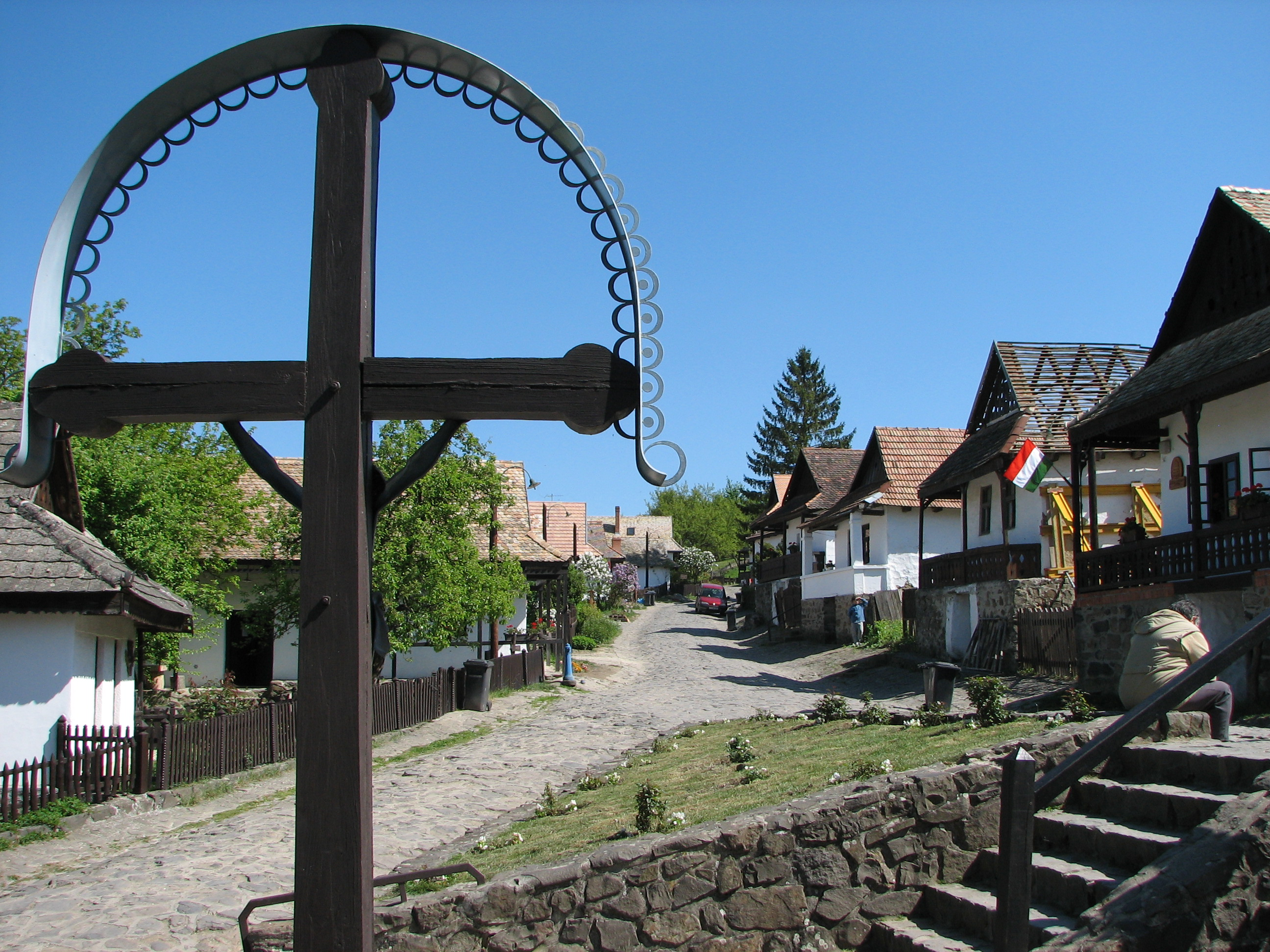
Село Голоке
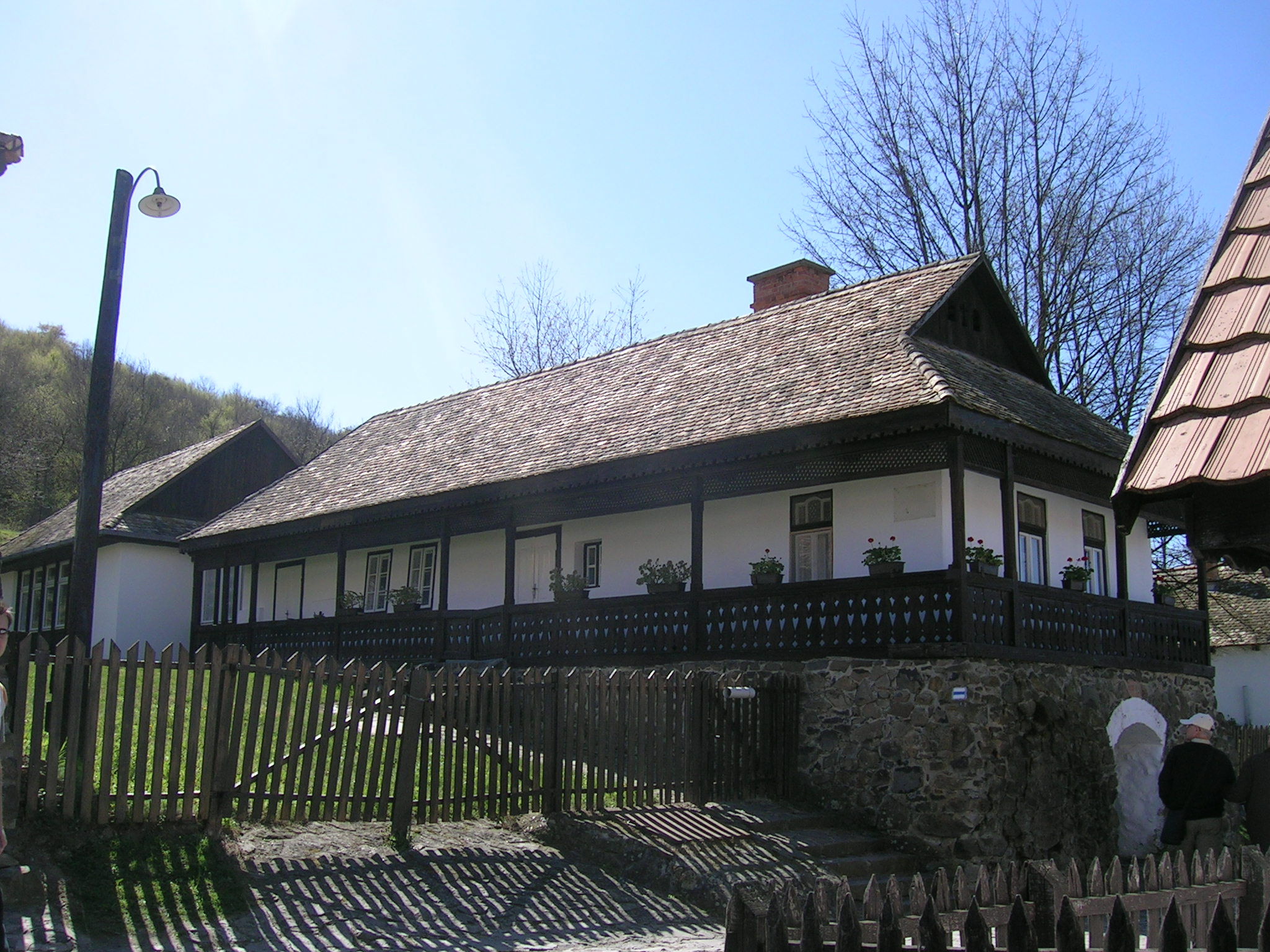
Палоцька хата
Танці в народних костюмах
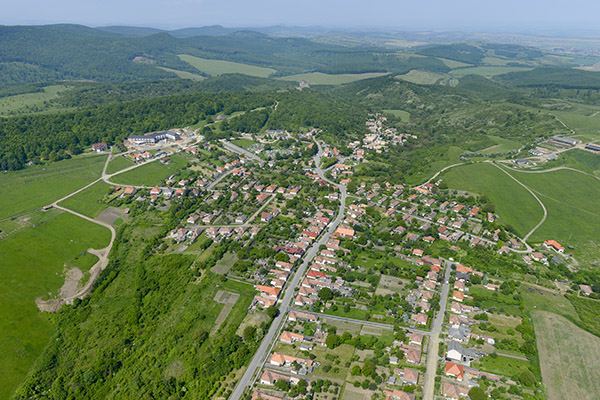
Село з висоти пташиного польоту
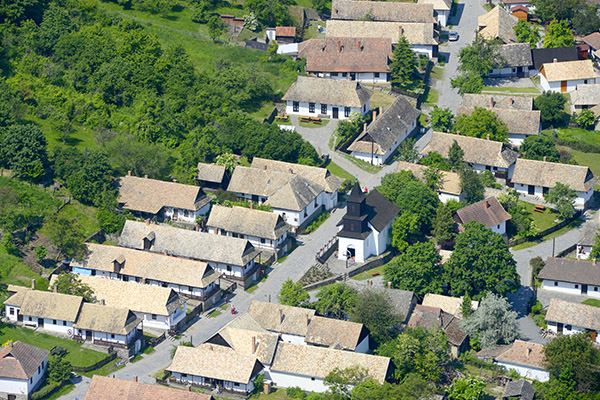
Село з висоти пташиного польоту (частина вулиці)